# Ambrogio III di Mozzo
Ambrogio III di Mozzo (... – Bergamo, dopo del marzo 1133) è stato un vescovo cattolico italiano.

## Biografia
Ambrogio apparteneva alla famiglia dei Capitani di Mozzo, importante casato di Bergamo, vassalla del vescovado che abitava la parte più occidentale dei colli di Bergamo. Il suo nome risulta inserito tra i chierici e canonici della chiesa di San Vincenzo. La prima citazione risale al 10 novembre 1110, nell'elenco dei canonici che presenziarono a un atto notarile di rinuncia delle decime di un territorio da parte dei chierici del capitolo della chiesa vincenzina a favore di quello della chiesa di Sant'Alessandro. Non è certo che fosse anche monaco e presente nel Monastero di Astino. Forse Ambrogio fu consacrato dall'arcivescovo di Milano Giordano da Clivio nel 1112.
La diocesi di Bergamo si trovava nell'XII secolo senza vescovo, dato che Arnoldo era stato scomunicato nel 1098 per simonia. La diocesi era temporaneamente retta dall'arciprete Alberto da Sorlasco, il quale chiese a papa Pasquale II che fosse il clero di Bergamo a eleggere il nuovo vescovo. Dopo la risposta positiva del pontefice, il clero elesse come nuovo vescovo della diocesi Ambrogio da Mozzo che era già canonico della chiesa di San Vincenzo. Forse fu solo desiderio del Sorlasco l'elezione di Ambrogio, senza che il clero venisse invitato all'elezione, mandando Lanfranco Suardi in Francia dove Ambrogio si trovava dal 1110 per studio a comunicare la sua elezione, non senza contestazione da parte dei canonici. La scelta non fu però casuale: vi era stata un'unione matrimoniale tra la famiglia dei Sorlasco che abitava nella vicinia di chiesa di San Pancrazio nella persona di Maifredo del fu Nicola da Sorlasco che aveva da parte di moglie un importante legame con quella dei Mozzi, ponendo come tutore dei figli proprio un Mozzi. Il clero si oppose indicando che non vi era stata l'approvazione neppure da parte di Enrico II d'Inghilterra.
La presenza di un poema a lui dedicato indica che avesse al seguito già prima della sua elezione un panegerista: Quem lenitudo bonorum Ornat ad aetatis puerilis tempore morum/che la pienezza delle cose buone adorna secondo l'età dei costumi fanciulleschi.
L'atto che lo vide cedere parte dei terreni della chiesa di San Vincenzo a quella di Sant'Alessandro corrisponderebbero alla sua volontà di sedare i tanti dissapori che da molti anni correvano tra i due capitoli, e anche per riportare la chiesa di Bergamo alla conversione, considerato che negli anni in cui era mandato il vescovo dopo la scomunica di Arnolfo, era stati depauperati anche i beni della chiesa stessa, essendo rimasti al deposto vescovo i diritti sui beni; questi infatti si era intestato molte proprietà che erano sul territorio di Bergamo e della bergamasca. Ma la sua attività fu osteggiata dai canonici della chiesa alessandrina, che non avevano accettato la sua nomina, non essendo stati invitati alla sua elezione.

Gli dedicherà un sonetto Mosè del Brolo nel suo «Liber Pergaminus» pubblicato da Ludovico Antonio Muratori: 
Possiede questo [castello] un'antica famiglia di alta nobiltà

che supera i suoi vicini con le armi ed è benedetta dalle ricchezze,

Da cui spesso nascono cuori di uomini saggi,

Che elargiscono i loro consigli per gli affari della città;

Da cui viene Ambrogio, che la pienezza delle virtù

adorna fin dal tempo dell'età puerile;

finché la vita ci è compagna e i sensi lo celebreremo

con poesie nuove e lo canteremo con degna lode»
(Mosè del Brolo)
La sua volontà di riportare i diritti persi alla chiesa di Bergamo è documentata dalla sua richiesta avanzata a Guala de Sultus di tutti i beni presenti in val Seriana a Premolo, Parre, Ardesio e la sua valle nonché della valle di Scalve e in val Brembana. Questo lo portò ad avere dissapori per i beni di Casale Gavazzolo e Grumello con un certo Raimondo de Cene che non voleva cedere i diritti acquisiti. Importante per lui fu anche ricondurre la chiesa di Bergamo al giusto spirito religioso; ebbe numerosi contatti con il monastero di San Sepolcro di Astino che consacrò nel 1117 con il vescovo di Lodi Arderico da Vignate, donando anche nel 1120 un appezzamento di terreno della curia e nel 1125 parte del monte di Fasciano identificato in quello che è Stabello di Zogno.
Continuava ad avere controversie con il capitolo di Sant'Alessandro che non voleva accettare il possesso del vescovo su alcuni beni che riteneva fossero della curia, e il diritto di eleggere i membri del capitolo che Ambrogio aveva già individuato nelle peprsone di Ugo Bianco e Oberto di Brembate, e di un terzo Morerio di Corte Regia. Il vescovo Ambrogio inoltre non riconosceva la chiesa di Lesina di cui non aveva autorizzato la costruzione e di una chiesa ad Almè e rivendicava il diritto sulle offerte fatte nel giorno del santo di Bergamo dichiarando interdetta la basilica alessandrina. La causa fu portata all'attenzione del tribunale di papa Onorio II e fu definita con un breve datato 14 maggio 1129, che non portò a una vera definitiva sentenza, ma solo al riconoscimento dell'autorità del vescovo e dei diritti dei canonici alessandrini. La sentenza fu quindi favorevole a entrambi. Il vescovo aveva il diritto alla scelta di due canonici e alla consacrazione dei membri del collegio, che però due dovevano essere scelti dai canonici, mantenendo quindi quelli già eletti; rimasero diritto dei canonici le decime che erano state concesse fino alla nomina di Ambrogio, mentre le offerte del 26 agosto, giorno dedicato al titolare, spettavano di diritto al vescovo. la chiesa di sant'Alessandro fu sciolta dall'interdetto con cui il vescovo di Bergamo l'aveva colpita.. Il vescovo le dovette consacrare le chiese di Lesina e di Almè ma il papa dichiarò che nessuna chiesa poteva essere edificata senza il consenso del vescovo, il vescovo mantenne anche il diritto a nominarne il parroco.
La questione non fu però risolta e il papa inviò a Bergamo due legati papali: Giovanni da Crema del titolo di San Crisogono e Pierre del titolo di Santa Anastasia, i quali il 19 ottobre 1129 definirono la sentenza, indicando che i diritti delle due chiese contese erano riconosciuti a "iuris et proprietatis b. Alexandri ordinis"
La presenza del vescovo Ambrogio in una disputa della chiesa alessandrina con la comunità di Calusco, indica la ritrovata serenità tra i due capitoli. Il vescovo Ambrogio, nelle diverse situazioni che vedevano la chiesa contro Enrico V e quella tra Lotario II di Supplimburgo e Corrado di Svevia, si schierò sempre al fianco del papa.
Fu infatti a Milano per il sinodo che Giordano tenne nel novembre 1119 e sottoscrisse in questa occasione il placito che lo stesso arcivescovo presiedette per dirimere una controversia tra i preti decumani milanesi ed i cappellani; fu ancora a Milano nel dicembre 1125, giudice in un altro placito di Olrico, successore di Giordano, per una questione tra i vescovi di Tortona e di lodigiani. Partecipò con ogni probabilità all'elezione di Anselmo alla cattedra arcivescovile milanese, e sempre a Milano invitato a sottoscrisse il placito con cui Anselmo, confermò la sentenza del predecessore Olrico riguardo alla controversia tra Arderico di Lodi e Pietro di Tortona. Ma sicuramente Ambrogio fu presente più volte nella città lombarda. Purtroppo la pace tra i capitoli della chiesa di San Vincenzo e quella di Sant'Alessandro durò molto poco, infatti i canonici alessandrini volevano avere la superiorità. Dovette intervenire papa Innocenzo II durante la sua visita lombarda del mese di giugno del 1132. Del marzo 1133 l'ultima testimonianza della presenza quale testimone di Ambrogio in un documento di scambio promesse a Bergamo tra privati. La sua morte si considera che sia avvenuta poco dopo questa data. Come richiesto dal popolo furono nominati due canonici di Sant'Alessandro: Lanfranco di Rivola e Alberto Alemanno e due canonici di San Vincenzo: Alberto della Riva e Grismondo. Il giorno tra la festa di San Michele e la nascita di Nostro Signore  Teubaldo Primacerio rese pubblica al popolo l'elezione del nuovo vescovo.